# Сконе (округ)
Округ Сконе (швед. Skåne län) је округ у Шведској, у крајње југозападном делу државе. Седиште округа је град Малме, а значајни су и градови Хелсингборг, Лунд и Кристијанстад.
Округ је основан 1997. године.

## Положај округа
Округ Сконе се налази у крајње југозападном делу Шведске, чине мање полуострво на Скандинавском полуострву. Оно је на свега 12 км од Данске. Округ окружују:
- са севера: Округ Халанд,
- са североистока: Округ Крунуберј,
- са истока: Округ Блекинге,
- са југа: Балтичко море,
- са југозапада: Ересундски мореуз (Данска),
- са запада: Северно море (Категат).

## Природне одлике
Рељеф: Округ се поклапа са историјском покрајином Сканијом. У округу Сконе преовлађују нижа подручја. Западну половину округа чини равничарско до благо заталасано подручје до 200 метара надморске висине. 
Клима: У округу Сконе влада блажи облик континенталне климе под утицајем Атлантика (Голфска струја). Како су климатски услови изванредни, а тло равничарско, округ представља „житницу“ Шведске.
Воде: Сконе је изразито приморски округ у Шведској, јер га Северно море, тачније залив Категат, запљускује са запада, док га Балтичко море запљускује са југа и југоистока. Морска обала је слабо разуђена, што је изузетак за Шведску. У унутрашњости округа постоји низ малих ледничких језера. Најважнији водоток у округу је река Лаган, која се овде улива у море.

## Историја
Подручје данашњег округа у целости покрива историјску област Сканија.
Данашњи округ основан је 1997. године, спајањем два дотадашња округа (Кристијанстад и Малмехус) на датом простору.

## Становништво
По подацима 2011. године у округу Сконе живело је преко 1,25 милиона становника, па је то трећи по многољудности округ у држави. Последњих година број становника нагло расте.
Густина насељености у округу је преко 110 становника/км², што је пет пута више од државног просека (23 ст./км²). Међутим, западни део округа, око града Малмеа, је много боље насељен него његов источни део.

## Општине и градови
Округ Сконе има 33 општине. Општине су:
| - Бјув - Бостад - Бромела - Бурлев - Велинге - Енгелхолм - Еркелјунга - Еслев - Естра Јејинге - Истад - Кевлинге | - Клипан - Кристијанстад - Ландскрона - Лома - Лунд - Малме - Осби - Осторп - Персторп - Свалев - Сведала | - Симрисхавн - Скуруп - Стафансторп - Томелила - Трелеборј - Хеганес - Хејер - Хелсингборг - Херби - Хеслехолм - Шебо |

Градови (тачније „урбана подручја") са више од 10.000 становника:
- Малме - 280.000 становника.
- Хелсингборг - 97.000 становника.
- Лунд - 83.000 становника.
- Кристијанстад - 36.000 становника.
- Ландскрона - 30.000 становника.
- Трелеборг - 28.000 становника.
- Енгелхолм - 23.000 становника.
- Хеслехолм - 19.000 становника.
- Истад - 18.000 становника.
- Еслев - 18.000 становника.
- Стафансторп - 15.000 становника.
- Хеганес - 14.000 становника.
- Лома - 11.000 становника.
- Сведала - 11.000 становника.
- Хелвикен - 11.000 становника.